# Svéd–lengyel háborúk
Svéd-lengyel háborúk: A két középhatalom, Lengyelország, és Svédország már a livóniai háború (1558–83) idején összecsapott 1563-ban. A háború célja a Livónia feletti hatalom, és a kereskedelem felügyelete a Balti-tengeren. Határmenti villongásokon túl nagyobb hadmozdulatok nem voltak, a valódi harcra csak a 17. században került sor.
- 1563–83 – A livóniai háború

- 1598–99 – A konfliktus polgárháborúként indult a III. Zsigmond és a későbbi IX. Károly hívei között, Zsigmond csakhamar partraszállt lengyel csapatok élén Svédországban.

- 1600–11 – Az előbbi konfliktus miatt nagyon kiéleződött a helyzet a két ország között, amely hosszú ideig tartó harchoz vezetett, s főleg a livóniai fronton dőlt el. Legkiemelkedőbb eseményen az 1605-ös kircholmi ütközet.

- 1617–29 – Egy rövid megszakítással (Moldvai lengyel–török háború (1620–21)) zajlott le, amelynek győztese a Svéd Királyság lett, aki emellett Oroszországot is térdre kényszerítette.

- 1655–60 – Az északi háború (1655–60). Lengyelország–Litvánia és Svédország küzdelmébe a dánok, norvégok, a hollandok, az oroszok, a Oszmán Birodalom (pontosabban a krími kánság), a Habsburg Birodalom, és az Erdélyi Fejedelemség is bekapcsolódott.

- 1700–21 – A nagy északi háború

- Negyedik koalíciós háború – A Napóleon ellen létrehozott negyedik koalícióhoz Svédország is csatlakozott. A francia seregben ekkor már régen harcolt a híres Lengyel Légió ami ebben a háborúban is kitüntette magát.

- Hatodik koalíciós háború – A Napóleon által létrehozott Varsói Hercegség a császár szövetségese volt, míg a Svéd Királyság Franciaország ellenfele, így a két állam éppúgy egymás ellensége volt. A háború nagy összecsapásainak egy hányadában nem mindig csaptak össze a lengyel és a svéd csapatok. Sor került a harcra a lipcsei népek csatájában stb.